# Panonski limes
Panonski limes (latinsko Limes Pannonicus, nemško Pannonischer Limes) je tisti del stare rimske utrjene meje, znane kot Donavski limes, ki poteka približno 420 km od rimskega tabora Klosterneuburg v Dunajski kotlini v Avstriji do kastruma v Singidunum (Beograd) v današnji Srbiji. Garnizije teh taborov so varovale panonsko provinco pred napadi s severa od Avgustovega časa (31 pr. n. št. do 14 n. št.) do začetka 5. stoletja. Ponekod je tudi ta del rimskega limesa prečkal reko na ozemlje barbarov (Barbaricum).

## Geografija
V času Rimskega cesarstva je bila panonska regija razdeljena na Panonijo Superior ali Gornjo Panonijo na zahodu in Pannonia Inferior ali Spodnjo Panonijo na vzhodu. Panonijo Superior sestavljajo predvsem današnje države Avstrija, Hrvaška, Madžarska, Slovaška in Slovenija, medtem ko Panonijo Inferior sestavljajo današnje države Madžarska, Hrvaška, Srbija ter Bosna in Hercegovina.

## Zgodovina
Podonavski limes je bil ena najbolj turbulentnih regij v evropskem delu Rimskega cesarstva in v več kot 400 letih rimske vladavine je bila Panonija ena njegovih najpomembnejših provinc, zlasti po opustitvi Trajanove Dakije leta 271 našega štetja, ker od takrat naprej se je pritisk selitvenih ljudstev na ta del limesa še povečal. Limes je imel velik vpliv tudi na gospodarsko in kulturno življenje civilnega prebivalstva, saj je bilo njegovo zaledje eno glavnih oskrbovalnih območij obmejnih čet, te pa so bili porok za hitro romanizacijo pokrajine.
Večina okupacijskih sil je bila nameščena v taboriščih (castra), manjših utrdbah (castella), stražarnicah, in utrjenih mostiščih (burgi), ki so bila zgrajena v pravilnih razmikih ob rečnem bregu. V nujnih primerih so te enote okrepile legije, ki so imele štabe v štirih večjih vojaških garnizijskih mestih. Z napredovanjem do Donave se je Rimsko cesarstvo zapletlo v dolgo vrsto spopadov s transdonavskimi germanskimi in sarmatskimi barbarskimi in migrantskimi ljudstvi, ki so se dokončno končali v 5. stoletju z razpadom cesarstva na zahodu.